# Предаја заробљених партизана Немцима новембра 1941.
Предаја заробљених партизана Немцима новембра 1941. године је био догађај из периода устанка у Србији, када су четници војводе Косте Пећанца у селу Словац код Лајковца, предали немачким окупационим снагама групу од неколико стотина заробљених партизана. После једне партизанске акције у околини Ваљева, када су убијена два немачка војника и рањено њих шест, немачке окупационе власти су 27. новембра на Крушику стрељале 261 партизана из ове групе.
Иако је историографија из периода социјалистичке Југославије приказивала овај догађај као дело и злочин учињен по наређењу пуковника Драгољуба Михаиловића, утврђено је да су његови виновници у време извршења предаје заробљеника, али и касније током рата, били под командом војводе Косте Пећанца.

## Позадина
Група официра, подофицира и војника Југословенске војске која је одбила да прихвати капитулацију, на челу са пуковником Драгољубом Михаиловићем, стигла је средином маја 1941. године на Равну гору, основала Команду четничких одреда Југословенске војске и отпочела прикупљање других официра који су избегли заробљеништво, ради подизања устанка против окупатора. Истовремено, Комунистичка партија Југославије окупља своје чланство и формира партизанске групе.
Док је политички комесар Рађевачке чете Ваљевског партизанског одреда Жикица Јовановић Шпанац убиством жандарма наредника Богдана Лончара и каплара Миленка Браковића на вашару 7. јула у Белој Цркви отпочео за комунисте Дан устанка народа Србије, за четнике је устанак почео нападом Јадарског четничког одреда под командом потпуковника Веселина Мисите на немачки гарнизон у Лозници, те ослобођењем града 31. августа.
Након тога уследиле су појединачне или заједничке акције устаничких снага, које су довеле до ослобођења Крупња, Ужица, Горњег Милановца и Чачка. У овим борбама спорадично су учествовали и четници Косте Пећанца, који је већ тада отпочео сарадњу са окупационим властима. Крајем октобра 1941. године, здружене снаге два покрета изводе опсаду Краљева, која је пропала првих дана новембра после самовољног повлачења партизана, што је резултирало продубљењем сукоба и дефинитивним прекидом сарадње са четницима пуковника Михаиловића. Дошло је и до жестоких међусобних борби, попут битке на Трешњици, а партизани су брзо од четника заузели Пожегу и већ 10. новембра угрозили сам Михаиловићев штаб на Равној гори, где се налазило око 500 заробљених немачких војника и партизана у разним борбама (у Горњем Милановцу, Косјерићу, Карану и Планиници). У таквим околностима, пуковник Михаиловић прихвата предлог поручника Николе Калабића да, преко његовог оца Милана (припадника Српске државне страже), затражи помоћ. Партизански напади су га приморали и да се 11. новембра састане у Дивцима са представницима немачких окупационих власти на челу са потпуковником Рудолфом Когардом, да би добио у времену и привремено зауставио немачке нападе на своје снаге, док трају борбе са партизанима. На овом састанку није потписан нити постигнут било какав договор, будући да су немачки делегати захтевали искључиво безусловну предају четника и Михаиловића.

## Предаја заробљеника у Словцу
Будући да је његов штаб на Равној гори био угрожен 10. новембра, пуковник Михаиловић је одлучио да се премести, као и да размести заробљене немачке војнике и партизане који су се ту налазили. Зато наређује кретање према Мионици, где би било и лакше снабдевање храном. Ту је 13. новембра група од неколико стотина заробљених партизана предата војводи Дамјану Тешмановићу. Он их је, мимо овлашћења, одвео у Маркову Цркву и тамо предао Јовану Шкаву, који је био под командом Косте Пећанца. Остало је нејасно да ли је заробљенике Тешмановић предао или продао Шкаву.
Шкаво је, потом, заробљене партизане одвео у лајковачко село Словац и предао немачким снагама, те их они камионима одвозе у Ваљево, а у пратњи Шкава и његових четника.

## Стрељање на Крушику
Након једне партизанске акције на ободу Ваљева, када су убијена два и рањено шест немачких војника, наређено је да се стреља група од 261 заробљеног партизана, према наредби генерала Франца Бемеа из октобра 1941. године, да се за убијеног немачког војника стреља 100 талаца. Ова група је стрељана 27. новембра у кругу касарни Петог пешадијског пука „Краљ Милан“ на Крушику. Остали заробљеници су делом стрељани накнадно, делом депортовани у логоре, а делом пуштени на слободу.

## Епилог

### Судбина Шкава и Тешмановића
С јесени 1941. године, није сасвим било јасно ко се налази под командом пуковника Михаиловића, а ко под командом Косте Пећанца. Пошто се сазнало да је Пећанац ступио у отворену колаборацију са Немцима, многи припадници његових четничких одреда су га напустили и придружили се Михаиловићу. Један од њих јесте био и резервни поручник Никола Калабић.
После свих ових догађаја, Шкаво остаје отворено у служби Косте Пећанца. У току немачке операције "Михаиловић", почетком децембра 1941. године, чији је циљ био заробљавање пуковника Михаиловића и његовог штаба, Шкаво је имао значајну улогу у помагању немачким снагама да пронађу Михаиловићев штаб, што је резултирало заробљавањем и потоњим стрељањем мајора Александра Мишића и мајора Ивана Фрегла.
Када се сазнало да је Шкаво стао на Пећанчеву страну, су стављени под слово „З“, што је у различитим интерпретацијама значило да их треба заклати или застрашити као противнике Југословенске војске у Отаџбини. Иста судбина је снашла Драгића Тадића, пошто је своју магазу уступио за привремени логор за смештај заробљених партизана. Такође, Михаиловићеви четници су 1943. године ликвидирали и Дамјана Тешмановић, који је Шкаву предао заробљене партизане, као и друге истакнуте Пећанчеве команданте попут Божидара Ћосовића, Машана Ђуровића, Радомира Ђекића, па и самог Косту Пећанца 1944. године.
Земаљска комисија за утврђивање ратних злочина окупатора и њихових помагача је 1946. године означила Јована Шкава као: „војводу Колубарског у одредима К.П.”, односно као човека под командом војводе Косте Пећанца.

### Шкаво као сведок на суђењу Михаиловићу
На суђењу генералу Михаиловићу у јулу 1946. године у Београду, оптужба му је ставила на терет поступање са овим заробљеницима у тачки 5. оптужнице:
5. Исте ноћи између 13 и 14. новембра, после састанка са Немцима, по његовом наређењу предао је његов командант Јован Шкава око 365 партизана Немцима у селу Словцу (удаљеном 5 километара од села Диваца). Ти партизани били су на превару заробљени од четника у току борби на разним фронтовима, па су са Равне Горе, где су били сконцентрисани, преведени 13. новембра у село Мионицу и предати Јовану Шкави. Неколико дана после предаје Немцима, сви ови партизани су стрељани, осим око 30 њих који су после дужег лежања у логорима остали живи.
Генерал Михаиловић је негирао да је предаја заробљеника извршена по његовом наређењу. Као сведок оптужбе и тужиоца Милоша Минића, на суђењу се појавио Јован Шкаво. Он је потврдио да му је заробљене партизане предао Дамјан Тешмановић у пратњи између 120 и 150 војника, те да му је речено да се имају предати Српској државној стражи. Шкаво је тврдио да он није располагао снагама неопходним за пребацивање и предају заробљеника, будући да је његов одред бројао свега 30-40 војника. Пресудом Врховног војног суда 15. јула 1946. у Београду, Михаиловић је проглашен кривим и по овој тачки оптужнице.

## Историографски погледи
Комунистичка партија Југославије је већ у новембру 1941. године почела да овај догађај представљају као злочин Михаиловића и његових следбеника, што је тада објавио лист Борба. Васа Казимировић је 1952. године објавио књигу Прoдаја родољуба, у којој је целокупан догађај представио као договор Михаиловића и Шкава. Оваква интерпретација је представљала једини прихваћени наратив у социјалистичкој Југославији. Снимљен је и играни филм Метак у леђа 1976. године, по сценарију Синише Павића и у режији Саве Мрмка, где је приказана предаја заробљених партизана, а лик Јована Шкава тумачио је глумац Драгомир Бојанић Гидра.
Савремена критичка историографија је недвосмислено утврдила да је Шкаво, у тренутку предаје заробљених партизана Немцима, био под командом Косте Пећанца, а исто је утврђено и за Тешмановића. Уз то, потврђено је и да су Тешмановића убили управо припадници Југословенске војске у Отаџбини генерала Драгољуба Михаиловића, те да се исто поступило са Пећанцем и његових значајнијим командантима Божидаром Ћосовићем и Машаном Ђуровићем. Овакви закључци утврђени су и у докторској дисертацији Немање Девића, научног сарадника Института за савремену историју, под насловом Партизански покрет у Србији 1941—1944.